# Anna Elisabeth von der Pfalz
Anna Elisabeth von der Pfalz (* 23. Juli 1549 in Simmern; † 20. September 1609 in Lützelstein) war eine Pfalzgräfin von Simmern und Prinzessin von der Pfalz sowie durch Heirat nacheinander Landgräfin von Hessen-Rheinfels und Pfalzgräfin von Veldenz.

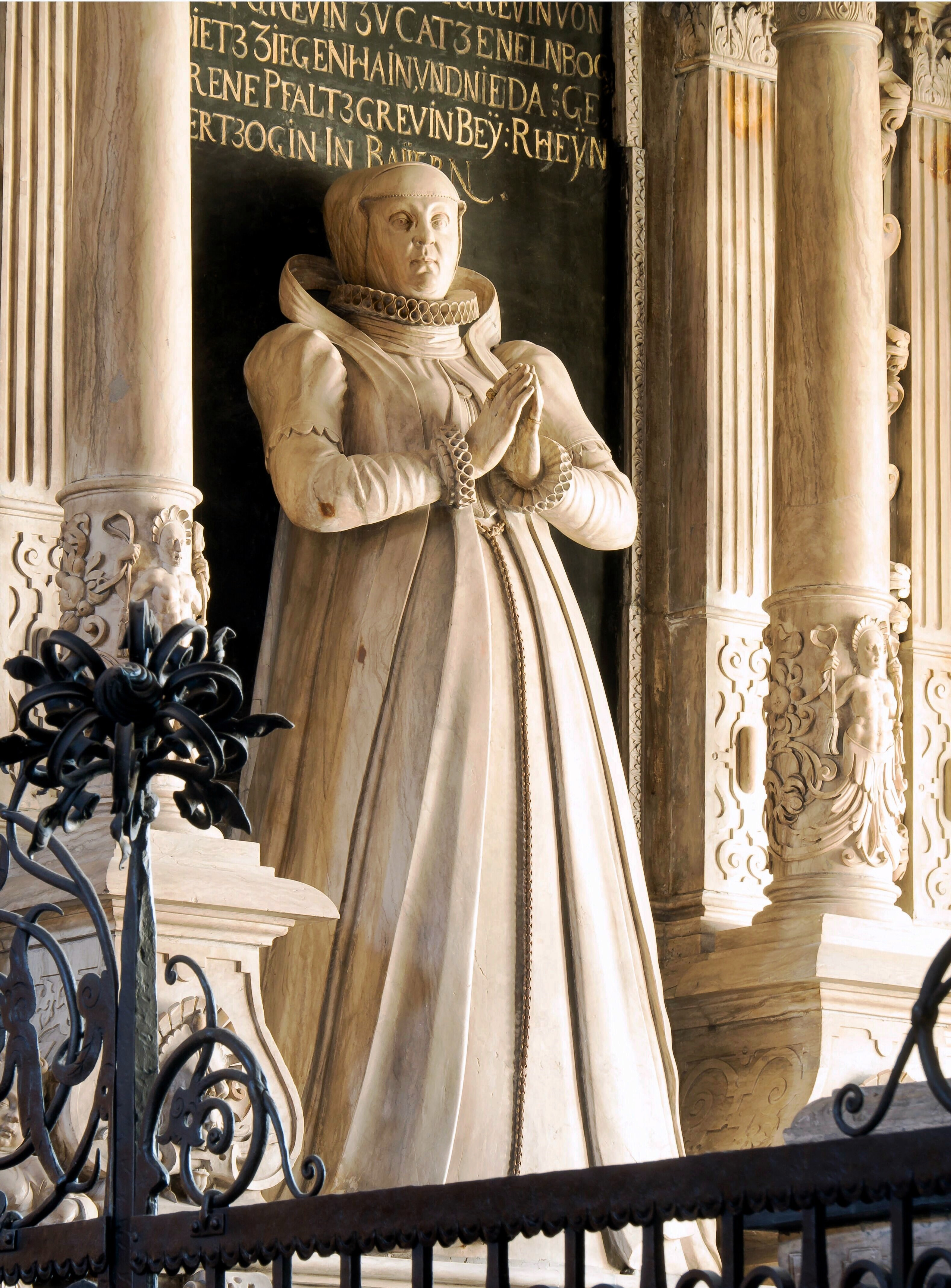
Epitaph in der Stiftskirche St. Goar

## Leben
Anna Elisabeth war eine Tochter des Kurfürsten Friedrich III. von der Pfalz (1515–1576) aus dessen Ehe mit Marie (1519–1567), Tochter des Markgrafen Kasimir von Brandenburg-Kulmbach.
Sie heiratete in erster Ehe am 18. Januar 1569 in Heidelberg Landgraf Philipp II. von Hessen-Rheinfels (1541–1583). Ihre Mitgift betrug 32.000 Gulden. In den Jahren 1568 bis 1571 wurde für Anna Elisabeth Schloss Philippsburg als künftiger Witwensitz errichtet.

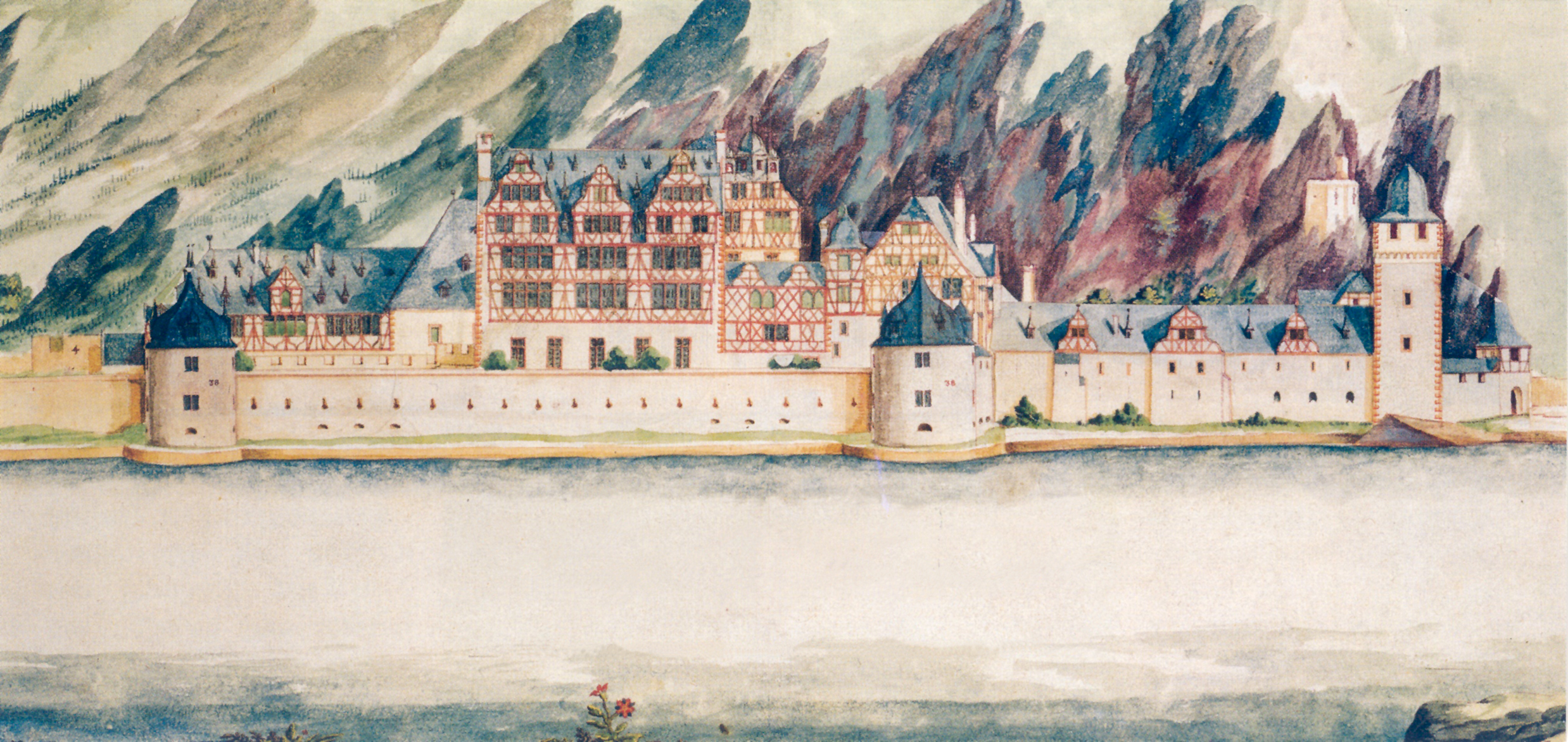
Das für Anna Elisabeth als Witwensitz errichtete Schloss Philippsburg auf einem Gemälde aus dem Jahr 1607

Anna Elisabeth galt im Heimatland ihres Mannes, der bald völlig von ihr abhängig wurde, wegen ihrer Prunkliebe und calvinistischen Religion als unbeliebt und war wegen letzterem fortwährender Verfolgungen und Beleidigungen ausgesetzt. Im Jahr 1581 wurde sie durch einen Attentäter, den die lutherische Kurfürstin Elisabeth von der Pfalz begünstigte, auf offener Landstraße beschimpft, in den Arm geschossen und mit einem Pferd überrannt. Weder ihr Mann, noch Anna Elisabeths Verwandte nahmen sich dieser Sache an, die schließlich erst durch das Eingreifen des Landgrafen Wilhelm von Hessen-Kassel beigelegt werden konnte. Die kunstliebende Landgräfin nötigte ihren Mann eine aufwändige Renaissance-Hofhaltung mit Musik, Theater und Festlichkeiten zu führen, die von Philipps Brüdern kritisch betrachtet wurde.
Anna Elisabeth war 1583 bei einem Frankfurter Juden verschuldet. Als Ausgleich für die Schulden setzte sie sich bei ihrem Bruder Johann Kasimir dafür ein, dass Juden wieder Geleit durch die Pfalz erhielten. Nach dem Tod ihres Mannes erhielt sie als Wittum die Ämter Braubach und Rhens sowie den hessischen Anteil am Bopparder Weinzoll. In Braubach ließ sie die Martinskapelle zu ihrer Hofkirche ausbauen.
Anna Elisabeth vermählte sich 1599 erneut als 50-Jährige in Braubach mit Pfalzgraf Johann August von Lützelstein (1575–1611). Ihr Wittum fiel damit zu gleichen Teilen an die drei hessischen regierenden Linien zurück.
Anna Elisabeth, deren beide Ehen kinderlos geblieben waren, wurde an der Seite ihres zweiten Ehemannes in der Gruft der Kirche von Lützelstein bestattet. Ihr Grabdenkmal zeigt sie gemeinsam mit ihrem Gemahl kniend mit acht Ahnenwappen und zwei Inschriften.